# گلدان‌ها و آفتاب (مجموعه تلویزیونی)
گلدان‌ها و آفتاب یک مجموعه تلویزیونی محصول سال ۱۳۶۶ به کارگردانی هنری حسین پناهی، کارگردانی تلویزیونی شیرین جاهد، نویسندگی حسین پناهی و تهیه‌کنندگی محمدعلی اسلامی می‌باشد که از شبکه پخش شد. نام این مجموعه از نام یکی از اپیزودهای آن گرفته شده‌است.

## بازیگران
- باقر صحرارودی
- حسین محب‌اهری در اپیزود فرقون[۲]
- شمسی فضل‌الهی در اپیزود فرقون
- فرحناز منافی ظاهر
- منیژه طاهری